# Tisícový kámen
Tisícový kámen je označení pro velkou polojeskyni, skalní převis v Polomených horách na území severozápadní části Chráněné krajinné oblasti Kokořínsko – Máchův kraj na katastrálním území Tuhanec obce Tuhaň v okrese Česká Lípa. Jako Tisícový kámen je označován i nevelký skalní masiv nad polojeskyní.

## Popis a historie
Celá oblast je součástí Ralské pahorkatiny, resp. jeho geomorfologického okrsku Polomené hory.
V pískovcovém skalnatém hřbetu porostlém převážně borovicemi je celá řada skalních věží, dolů, převisů. Zhruba 2,5 km jižně od hory Vlhošť na katastru vesnice Tuhanec spadající pod obec Tuhaň je několik různě velkých skalních převisů, z nichž převis Krápník míval status přírodní památky.
Obdobně jako několik dalších polojeskyní v okolí, je Tisícový kámen pískovcovým převisem se škrapovou a voštinovou výzdobou. Je vysoký 8 metrů, délka převisu je 30 metrů. Je pravděpodobné, že se zde v dobách třicetileté války a protireformace schovávali uprchlíci z okolních vsí (odtud se odvozuje jeho jméno), v dobách mírových byl útočištěm pastevců před nepřízní počasí. Ve 20. století převisy začali využívat trampové jako své bivaky.

## Přístup
K převisu vede vyznačená odbočka ze zeleně značené turistické trasy, která je vedena pod Vlhoštěm kolem celé řady zdejších přírodních památek, jako je Stříbrný vrch, Husa či Kostelecké bory. Odbočka vede nejdříve kolem většího útvaru Krápník.
Silnice č. 260, která vede ze Skalky u Blíževedel (respektive z Úštěka) do Tuhaně, je vzdálena od Tisícového kamene zhruba 3 km směrem na západ. Železniční trať v této oblasti žádná není,  železniční stanice Blíževedly na trati z České Lípy do Lovosic je po lesních cestách a místních komunikacích od jeskyně vzdálena téměř 9 km.

## Fotogalerie

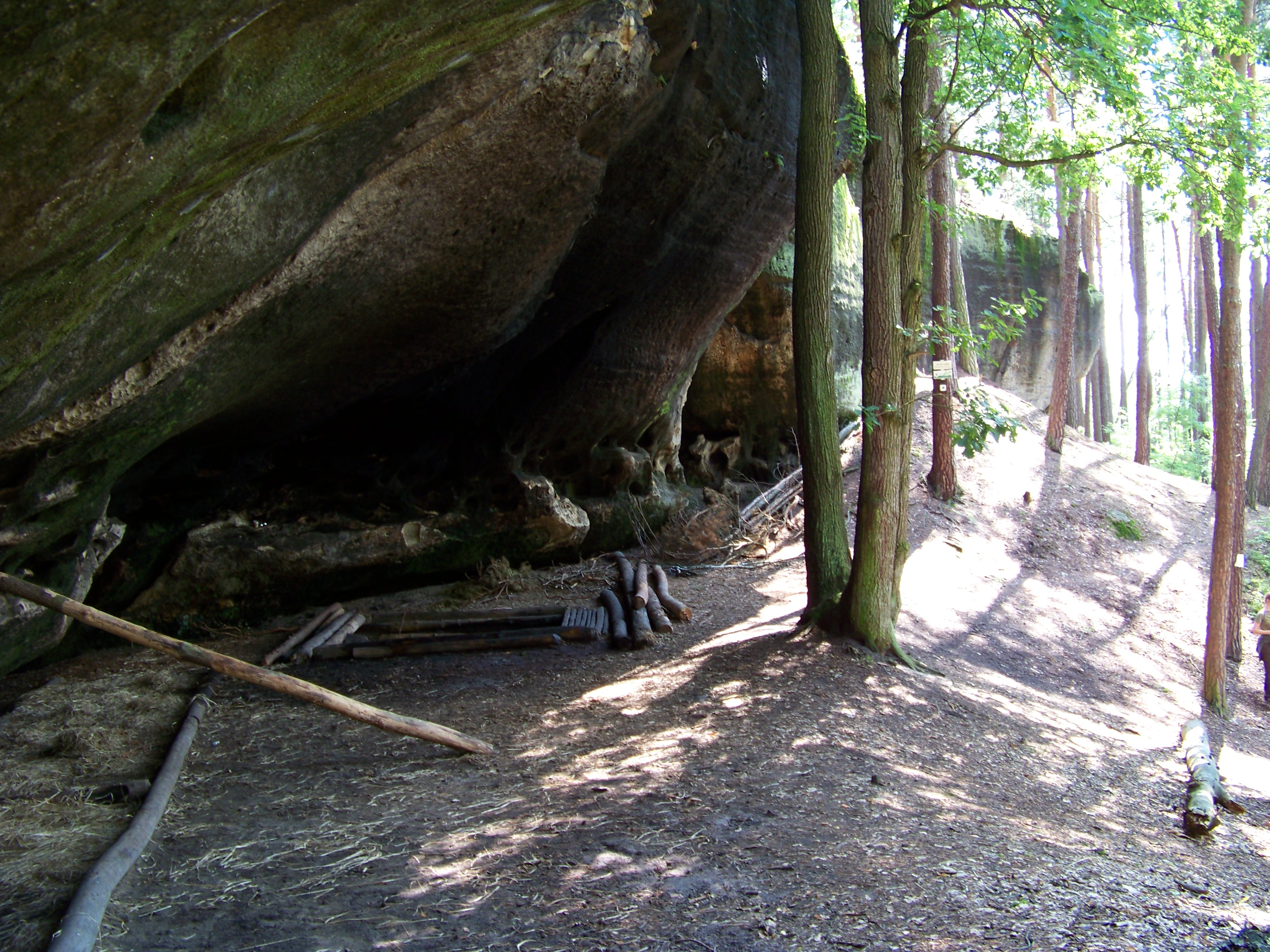
Převis Tisícový kámen
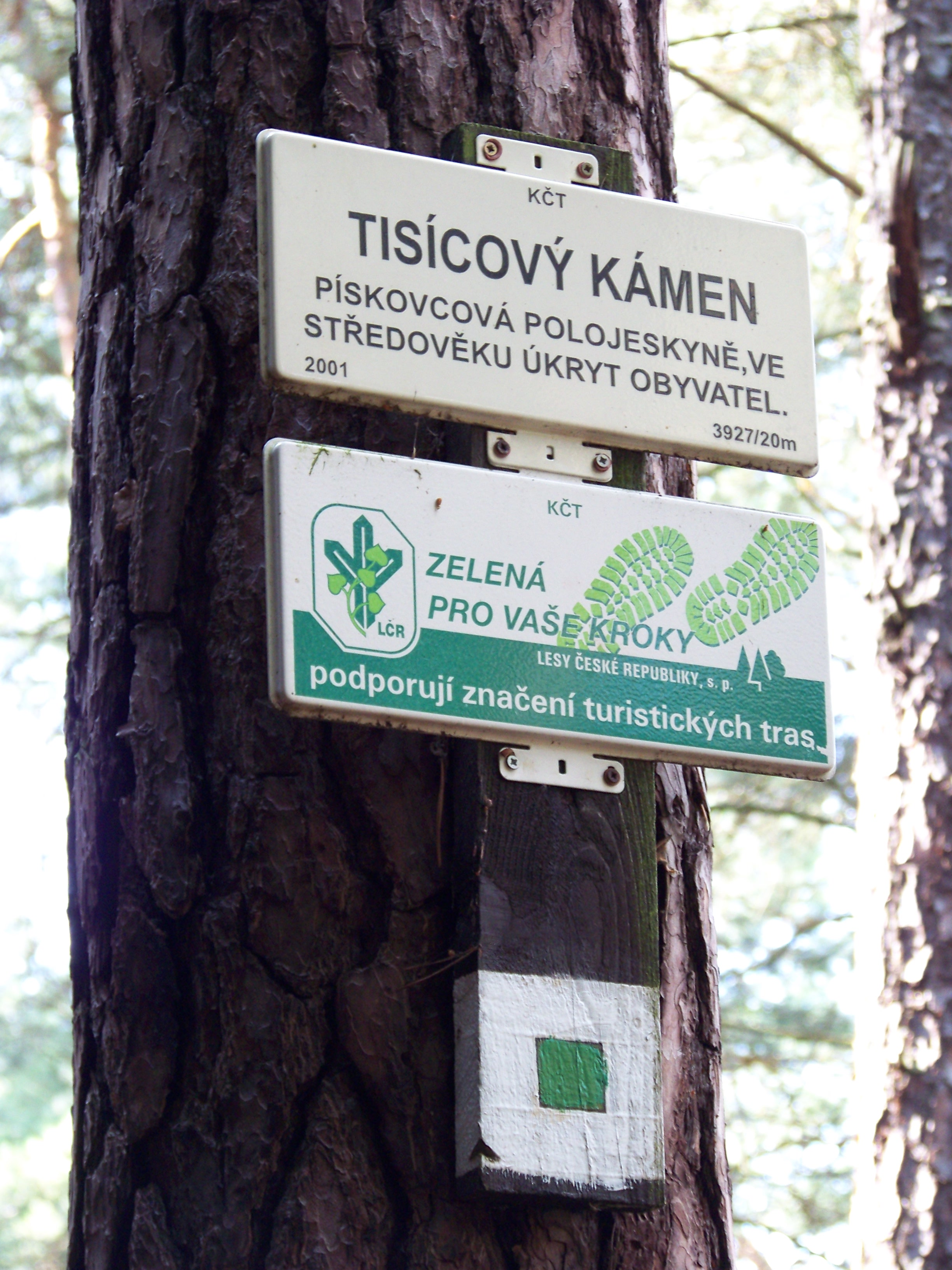
Označení lokality
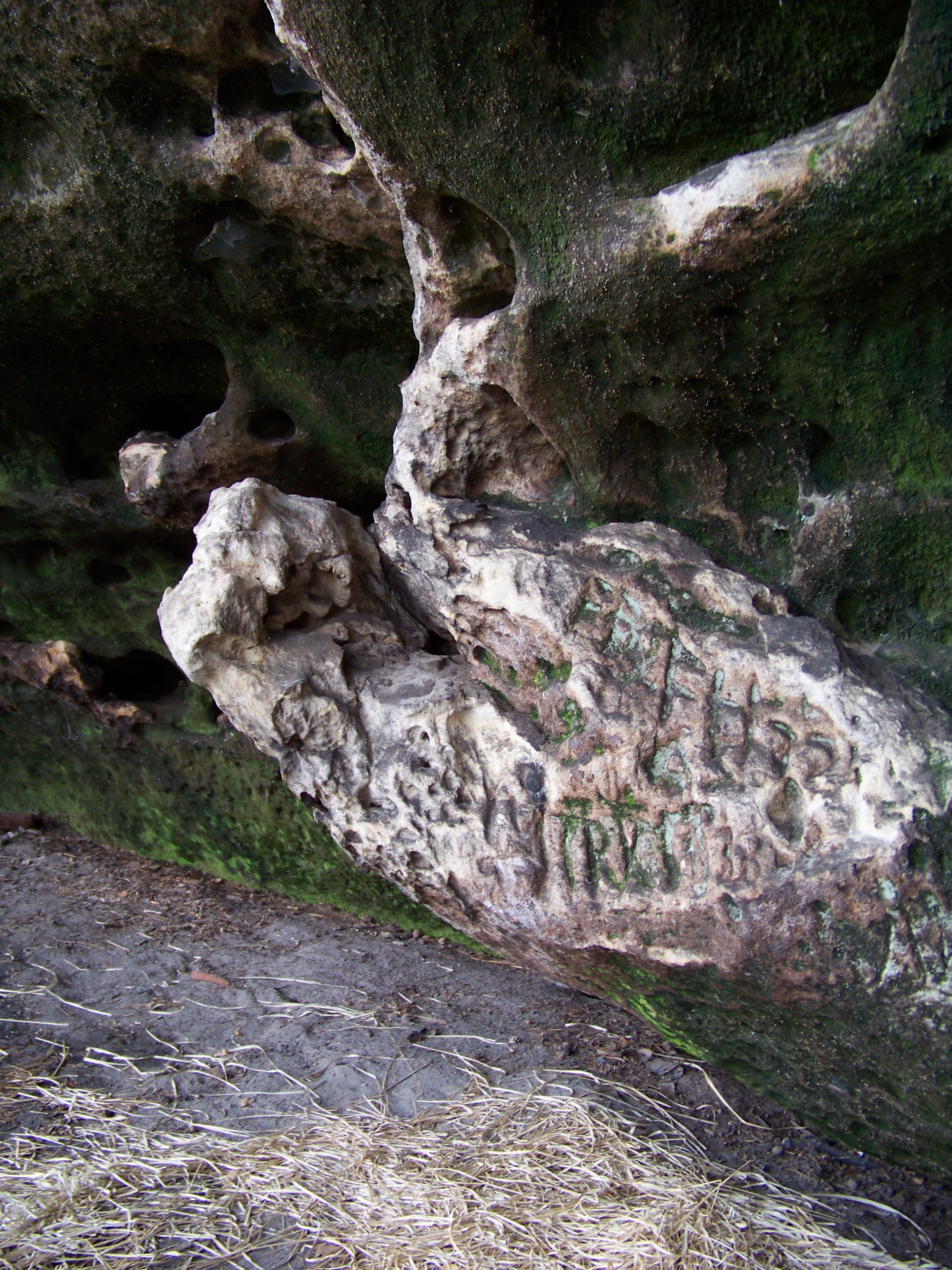
Skalní pískovcové tvary
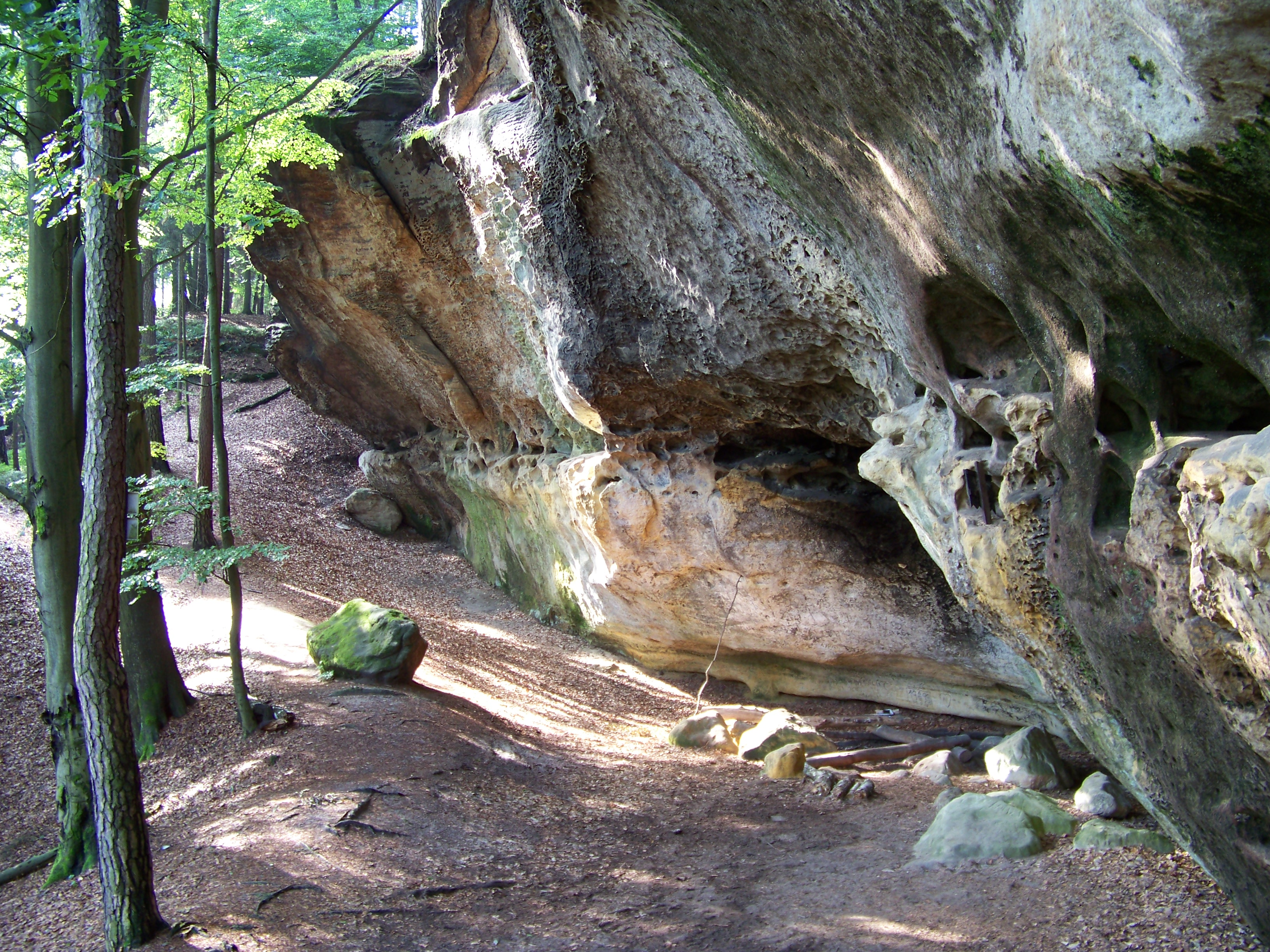
Sousední převis Krápník